# Never Enough
„Never Enough“ je píseň americké rockové skupiny Kiss vydaná na devatenáctém studiovém albu Sonic Boom. Napsali ji Paul Stanley a Tommy Thayer.

## Umístění
| Hitparáda                      | Umístění |
| ------------------------------ | -------- |
| Billboard Heritage Rock Tracks | 30       |

## Sestava
- Paul Stanley – zpěv, rytmická kytara
- Gene Simmons – zpěv, basová kytara
- Tommy Thayer – sólová kytara, basová kytara
- Eric Singer – zpěv, bicí, perkuse